# ان‌جی‌سی ۶۵۸۴
ان‌جی‌سی ۶۵۸۴ (انگلیسی: NGC 6584) یک خوشه کروی در صورت فلکی تلسکوپ و در نزدیکی تتا آتش‌دان قرار دارد و ۴۵۰۰۰ سال نوری از زمین فاصله دارد.